# إروين لويس
إروين لويس (بالإنجليزية: Irwin Lewis)‏ هو لاعب كرة قدم أسترالية ورسام أسترالي، ولد في 21 أبريل 1939 في موراوا في أستراليا.